# キャロライン・トンプソン
キャロライン・トンプソン（Caroline Thompson、1956年4月23日 - ）は、アメリカの映画監督・脚本家である。

## 人物
『シザーハンズ』、『ナイトメアー・ビフォア・クリスマス』などティム・バートンの作品の脚本家として知られる。

## 主な作品
- シザーハンズ Edward Scissorhands (1990) - 脚本・原案
- アダムス・ファミリー The Addams Family (1991) - 脚本
- 奇跡の旅 Homeward Bound: The Incredible Journey (1993) - 脚本
- 秘密の花園 The Secret Garden (1993) - 脚本
- ナイトメアー・ビフォア・クリスマス The Nightmare Before Christmas (1993) - 脚本
- 黒馬物語 Black Beauty (1994) - 監督・脚本
- バディ（英語版） Buddy (1997) - 監督・脚本
- スノーホワイト/白雪姫 Snow White (2001) - 監督・脚本
- ティム・バートンのコープスブライド Corpse Bride (2005) - 脚本
- エンバー 失われた光の物語 City of Ember (2008) - 脚本
- マーウェン Welcome to Marwen (2018) - 脚本